# Баба Яга (фильм, 1973)
Баба Яга (англ. Baba Yaga) — французско-итальянский эротический фильм ужасов 1973 года режиссёра Коррадо Фарина.

## Сюжет
Модный фотограф Валентина при странных обстоятельствах знакомится с женщиной, представившейся как Баба Яга. Эта дама настаивает на новой встрече и дарит Валентине странную куклу, а также прикасается к фотоаппарату. Вскоре сфотографированные на эту камеру люди начинают умирать, и Валентине кажется, что с куклой тоже что-то не так.

## В ролях
- Кэрролл Бейкер — Баба Яга
- Изабель де Фюнес — Валентина Росселли
- Джордж Истмэн[англ.] — Арно Трэвис
- Эли Джаллеани[англ.] — Аннетта

## Премьера
Премьера фильма «Баба Яга» состоялась 20 сентября, 1973 года в Италии. Кинокритик Роберто Курти заявил, что фильм провалился в прокате из-за плохого распространения в Италии.
«Баба Яга» вышел в США на DVD и Blu-ray Disc дистрибьютором Blue Underground.